# Gagince
Gagince je naselje u gradu Leskovcu, Jablanički upravni okrug, Srbija. Prema popisu iz 2022. godine u Gagincu je živjelo 39 stanovnika.